# 李克勉
李克勉主教（英語：Bishop John Lee Keh-mien，1958年8月23日—）是台灣籍天主教會主教，現任新竹教區主教。生于台南县，辅仁大学哲学系、爱尔兰梅努斯大学神学院毕业，1990年5月27日晋铎，2003年获菲律宾马尼拉圣多玛斯大学教会法学博士学位，同一年任天主教台湾总修院院长，2006年4月6日获教宗本笃十六世任命为新竹教区主教，並於同年6月24日晋牧暨就职。